# قائمة الكلمات العربية في اللغة الهولندية
هذه قائمة بالكلمات ذات الأصل العربي التي تستخدم في اللغة الهولندية.

## A
- abrikoos - مشمش، من كلمة البرقوق.
- admiraal - أدميرال، من أمير البحر.
- alambiek - الإنبيق.
- albatros - القطرس.
- alchemie - الخيمياء.
- algebra - الجبر.
- allah - الله.
- alcohol - الكحول.
- alkalisch - القلوي.
- alkoof - القبة.
- almanak - تقويم، من كلمة المناخ.
- amber - عنبر.
- aarde - أرض.
- arsenaal - ترسانة، من دار الصناعة.
- artisjok - خرشوف، من أرضي شوكي.
- aubergine - الباذنجان.
- averij - عوار.
- azuur - لازورد.
- azimut - السمت.

## B
- bark -
- إيثر البترول -
- benzoë -
- boerka - برقع.

## C
- caravan - كرفان، من كلمة قيروان.
- chemie - كيمياء.
- cijfer - رقم، من كلمة صفر.
- civetkat - قط الزباد.

## D
- divan - ديوانة.
- douane - جمرك، من كلمة ديوان.
- dragon - طرخون.

## E
- elixer - الإكسير.
- emir - أمير.

## F
- fakir - فقير.
- fanfare -
- fennek - فنك.

## G
- gaas - ضماد، من كلمة قز.
- gazelle - غزال.
- gerbil - عضلان، من كلمة جربيل.
- giraf - زرافة.
- gitaar - قيثارة.

## H
- halal - حلال.
- haram - حرام.
- harem - حريم.
- hasjiesj - حشيش.
- henna - حناء.
- hidjab - حجاب.
- hidjra - هجرة.

## J
- jasmijn - ياسمين.
- jerboa - يربوع.
- jihad - جهاد.

## K
- kabel - حبل، من كلمة كبل.
- kaffer - كافر.
- kalief - خليفة.
- kamfer - كافور.
- kandij - سكر نبات، من كلمة قند.
- kappertje -
- karaat - قيراط.
- karaf - غرّافة.
- karmijn - كارمين، من كلمة قرمزي.
- katoen - قطن.
- koffie - قهوة.
- kohl - كحل.
- komijn - كمون.
- koran - قرآن.
- kurkuma - كركم.

## L
- lak/lakwerk - ورنيش، من كلمة لكّ.
- limoen - ليم، من كلمة ليمون.
- lila -
- luit - عوديات، من كلمة العود.

## M
- macramé - مقرمة.
- maffia - مافيا، من كلمة مرفوض.
- magazijn - مخزن.
- masker - قناع، من كلمة مسخرة.
- matras - مرتبة، من كلمة مطرح.
- moesson - موسمية.
- mohair - مخير.
- moirépatroon - نمط مواريه، من كلمة مخير.
- mokka - موكا، من كلمة المخا.
- mousseline - موصلي.
- moslim - مسلم.
- muezzin - مؤذن.
- mummie - مومياء.

## N
- nadir - نظير.
- natron - نطرون.
- nikab - نقاب.

## O
- oranje - برتقالي، من كلمة نارنج.
- oed - عود.

## P
- piekeren - هم، من كلمة فكر.

## Q
- qat - قات.

## R
- racket - راحة كرة.
- razzia - من كلمة غزية أو غزوة.

## S
- safari - سفاري، من كلمة سفرية أو سفر.
- saffraan - زعفران.
- schaak/schaken - كش.
- scharlaken -
- siroop - شراب.
- soda - صودة.
- sofa - أريكة، من كلمة صُفّة.
- شربات مثلج -
- spinazie - سبانخ.
- stroop - شراب.
- sultan - سلطان.
- suiker - سكر.
- Swahili - اللغة السواحلية.

## T
- taboulé - تبولة.
- taifoen - تيفون، من كلمة طوفان.
- talisman - تميمة، من كلمة طلسم.
- talk - تالك، من كلمة طلق.
- tamarinde - تمر هندي.
- tamboer - من كلمة طنبور.
- tarief - سعر، من كلمة تعريفة.
- tarra - وزن فارغ، من كلمة طرحة.
- tas - فنجان شاي، من كلمة طاسة.
- tazza - من كلمة طاسة.
- tonijn - تن أو تونة.
- tyfoon - تيفون، من كلمة طوفان.

## V
- varaan - ورل، جنس من الزواحف.
- vizier - وزير.

## Z
- zenit - سمت الرأس.
- zero - صفر.
- zirkoon - زركون.